# María Claudia Lacouture
María Claudia Lacouture Pinedo (Santa Marta, 1974) es una financista, relacionista internacional, política y directora gremial colombiana. Fue ministra de Comercio, Industria y Turismo durante el gobierno de Juan Manuel Santos. Durante su paso como presidenta de ProColombia (entidad de promoción de Colombia), trabajó en la promoción de país y la gestión de recursos para impulsar programas de empleabilidad, emprendimiento y bienestar social. Desde el 3 de octubre de 2017 es presidenta de la Cámara de Comercio Colombo Americana, AmCham Colombia y desde el 5 de octubre de 2021, preside la alianza de 40 gremios y asociaciones empresariales, Aliadas.
En octubre de 2019, lanzó su primer libro "Turismo Sostenible", de editorial Planeta. Es Columnista del diario La República de Colombia y de Ladevi Colombia y Caracol Radio.[cita requerida]

## Primeros años y familia
Lacouture nació en la ciudad de Santa Marta en 1974, es hija de Mónica Pinedo de Lacouture y Alfredo Lacouture Dangond empresario y exalcalde de dicha ciudad fallecido en 2011.
Su familia es dueña de las empresas agrícolas Extractora El Roble y Palomino S. A. dedicadas a la extracción y venta del aceite de palma y aceites animales. Dichas empresas resultaron involucradas en el escándalo de Agro Ingreso Seguro durante la presidencia de Álvaro Uribe, cuando la revista Cambio reveló que 4 prestantes familias de Santa Marta recibieron millonarios subsidios estatales de manera irregular y que se suponían destinados a familias campesinas. Su padre, su madre y sus tres hermanos recibieron subsidios directos por lo que tuvieron que responder ante la justicia; las empresas de la familia de las cuales María Claudia era parte de la junta directiva, también recibieron subsidios directos y no reembolsables. Para entonces María Claudia hacía parte del gobierno desempeñandose como directora de la campaña Colombia es Pasión y posteriormente fue nombrada como directora de Proexport (más tarde conocida como Procolombia).

## Estudios
María Claudia Lacouture estudió Finanzas y Relaciones Internacionales en la Universidad Externado de Colombia y posteriormente estudio una maestría en Economía y Marketing en la Universidad de Cornell. 

## Trayectoria en el sector público
En 1996 ingresó a Procolombia, en donde inició su trabajo en las áreas de Inteligencia de Mercados en Bogotá, como asesora de Mercadeo y Comercio Exterior y directora de Turismo de la Oficina Comercial de Estados Unidos y como vicepresidenta de Imagen País. Uno de los logros a destacar es su reconocimiento durante su gestión frente a la estrategia de Imagen País Colombia es Pasión, en particular por haber logrado un mayor compromiso del sector empresarial a favor de la imagen del país, articular una red de comunicación internacional para mostrar la Colombia positiva en todo el mundo y por el excelente posicionamiento de la marca en el exterior.
También lideró la campaña Descubre Colombia a través de su corazón, con la que se dio a conocer a Colombia a través de una muestra de siete corazones interactivos y otros cuarenta satelitales por ciudades de Estados Unidos que mostraron aspectos sobresalientes de la cultura colombiana.
Como directora de Turismo de Procolombia en Estados Unidos, María Claudia Lacouture, fue parte del equipo responsable del desarrollo y ejecución de la estrategia para lograr el regreso de los cruceros a Colombia y la celebración de la reunión anual de la Asociación de Cruceros de la Florida en Cartagena. Mediante misiones comerciales de altos ejecutivos de las líneas de cruceros, de periodistas y mayoristas se logró incluir a Colombia dentro del circuito especializado del sector.

## Trayectoria en el sector privado
Fue investigadora de la multinacional suiza de consultoría y recursos humanos Egon Zehnder International y administradora y coordinadora de contenidos de Yupi Internet, donde tuvo a su cargo el manejo del contenido de la iniciativa B2B de Yupi.com y el desarrollo de amarillas.com, portal bilingüe de negocios integral en línea para las Américas. Así mismo, trabajó como especialista en comercio internacional de Trade Winds Networks, también en Miami, para el desarrollo de mercados de productos agrícolas y de estrategias promocionales para el café colombiano en el mercado estadounidense.